# Willow Park (Texas)
Willow Park es una ciudad ubicada en el condado de Parker en el estado estadounidense de Texas. En el Censo de 2010 tenía una población de 3982 habitantes y una densidad poblacional de 239,29 personas por km².

## Geografía
Willow Park se encuentra ubicada en las coordenadas 32°45′39″N 97°39′19″O / 32.76083, -97.65528. Según la Oficina del Censo de los Estados Unidos, Willow Park tiene una superficie total de 16.64 km², de la cual 16.39 km² corresponden a tierra firme y (1.48%) 0.25 km² es agua.

## Demografía
Según el censo de 2010, había 3982 personas residiendo en Willow Park. La densidad de población era de 239,29 hab./km². De los 3982 habitantes, Willow Park estaba compuesto por el 95.58% blancos, el 0.83% eran afroamericanos, el 0.73% eran amerindios, el 0.68% eran asiáticos, el 0.03% eran isleños del Pacífico, el 0.78% eran de otras razas y el 1.38% pertenecían a dos o más razas. Del total de la población el 5.15% eran hispanos o latinos de cualquier raza.